# Mimoclystia andringitra
Mimoclystia andringitra là một loài bướm đêm trong họ Geometridae.